# Luchthaven Tunis-Carthage
De luchthaven Tunis–Carthage (Frans: Aéroport de Tunis-Carthage, Arabisch: مطار تونس قرطاج الدولي) is een internationale luchthaven die Tunis in Tunesië bedient. De luchthaven is vernoemd naar de historische stad Carthago, net ten oosten van de luchthaven.
Het is de basis van vier luchtvaartmaatschappijen: Tunisair, Nouvelair Tunisia, Tunisair Express en Tunisavia. Alle grondafhandeling is voorzien door Tunisair Handling, een 100% dochtermaatschappij van Tunisair, en alle veiligheidsdiensten zijn voorzien door de Politie en de Douane.
De luchthaven wordt bediend door bus en taxi. Het station L'Aéroport aan de spoorlijn Tunis-Goulette-Marsa ligt op enkele kilometers afstand van de luchthaven.

## Geschiedenis

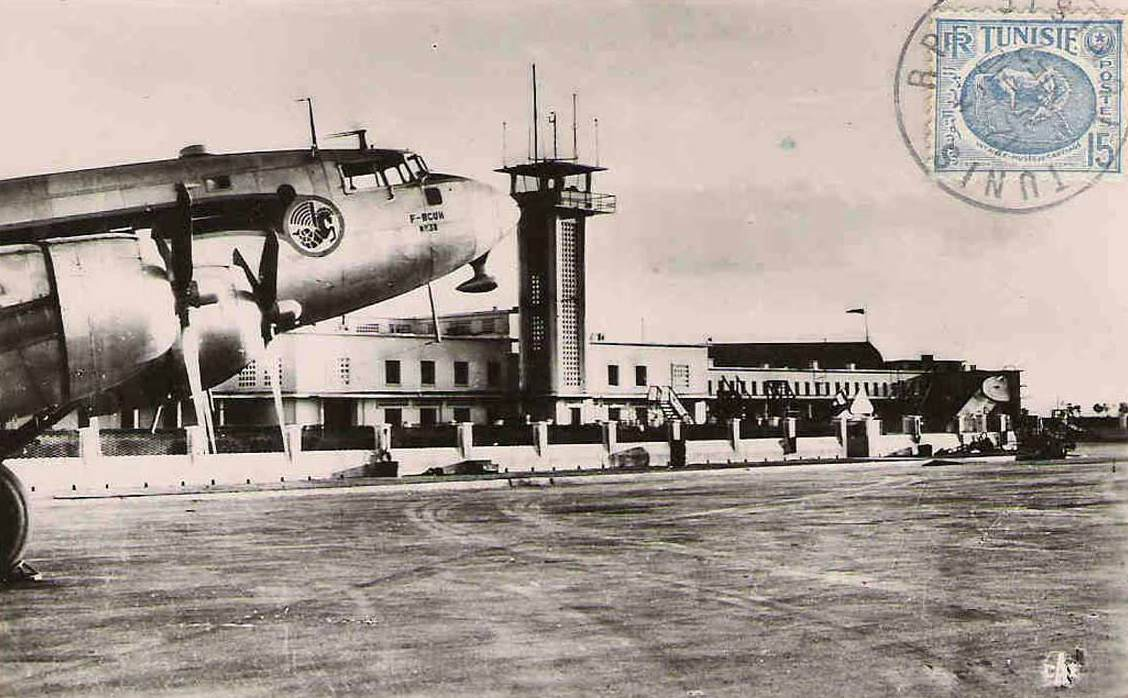
Luchthaven Tunis in 1952

In 1920 begonnen watervliegtuigen te landen en op te stijgen vanaf het Meer van Tunis. In 1938 werd het vliegveld van Tunis geopend en bediende rond de 5 .800 passagiers tussen Tunis en Parijs. In 1944 begon de constructie van de Luchthaven Tunis-Carthage, die volledig gefinancierd was door Frankrijk. In 1948 werd de luchthaven de hoofdhub van Tunisair. De maatschappij begon vluchten met Douglas DC-3s vanaf de Luchthaven Tunis-Carthage naar Marseille, Ajaccio, Bastia, Algiers, Rome, Sfax, Djerba en Tripoli. Verschillende andere Franse luchtvaartmaatschappijen bedienden de luchthaven: Aigle Azur maakte een tussenstop in Tunis op de route Parijs-Brazzaville en TAI (Intercontinental Air Transport) maakte een tussenstop in Tunis op de route Parijs-Saigon. Het passagiersverkeer boekte constant vooruitgang; in 1951 landen er tot 56.400 passagiers - 33.400 passagiers bediend door Air France.
In 1997 breidde de luchthaven zijn terminal uit tot 57.448 m². De terminal, die bestond uit twee verdiepingen (vertrek en aankomst) en had een capaciteit van 4.400.000 passagiers per jaar. In 2005 werd de terminal met 5.500 m² uitgebreid en had een capaciteit van 500.000 meer passagiers. Op 23 september 2006 werd er een nieuwe terminal voor chartervluchten geopend.

## Andere faciliteiten
De Office de l'aviation civile et des aéroports (OACA) heeft zijn hoofdkantoor op het luchthaventerrein.

## Luchtvaartmaatschappijen en bestemmingen

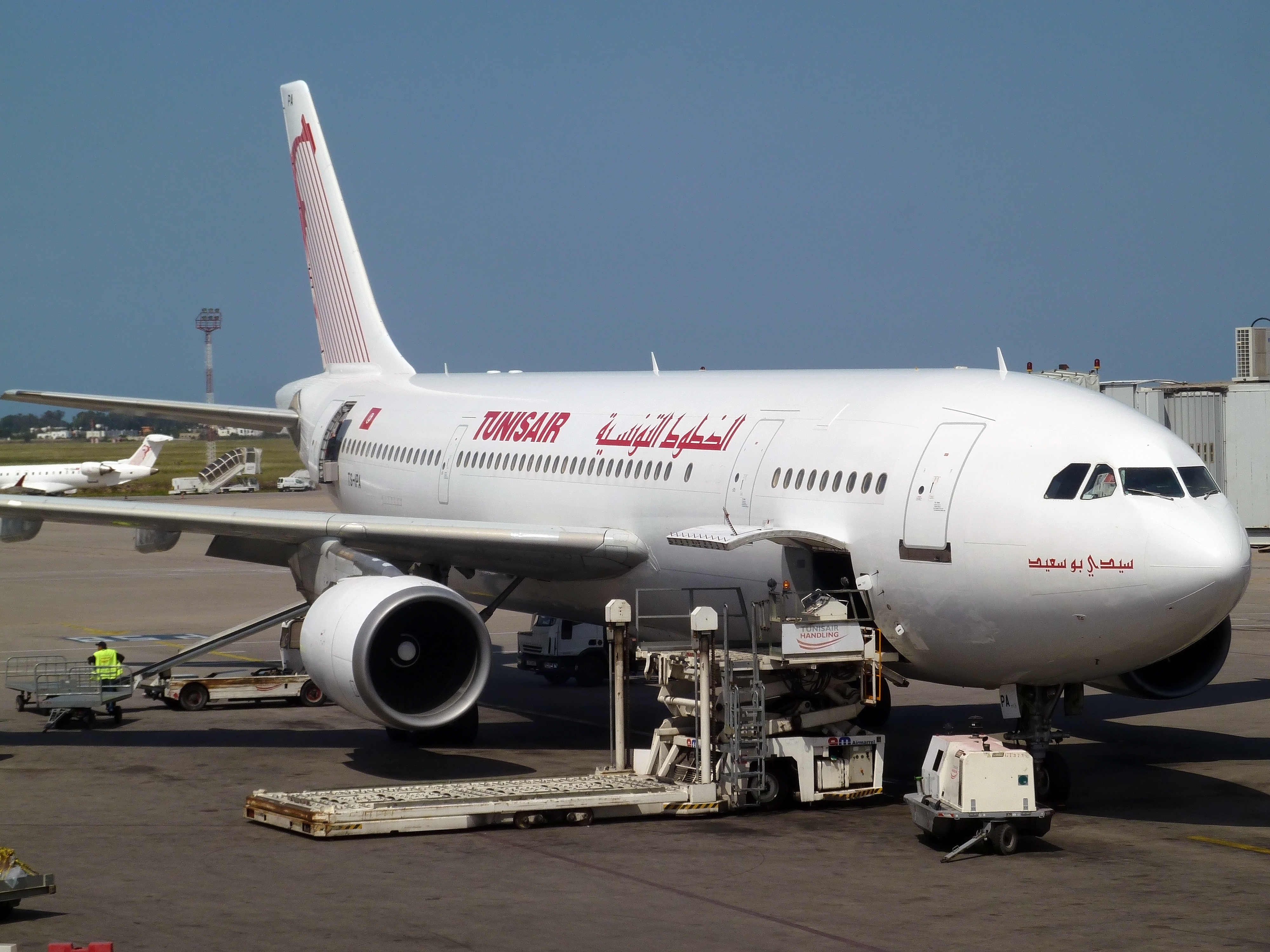
Tunisair Airbus A300 op Luchthaven Tunis–Carthage.

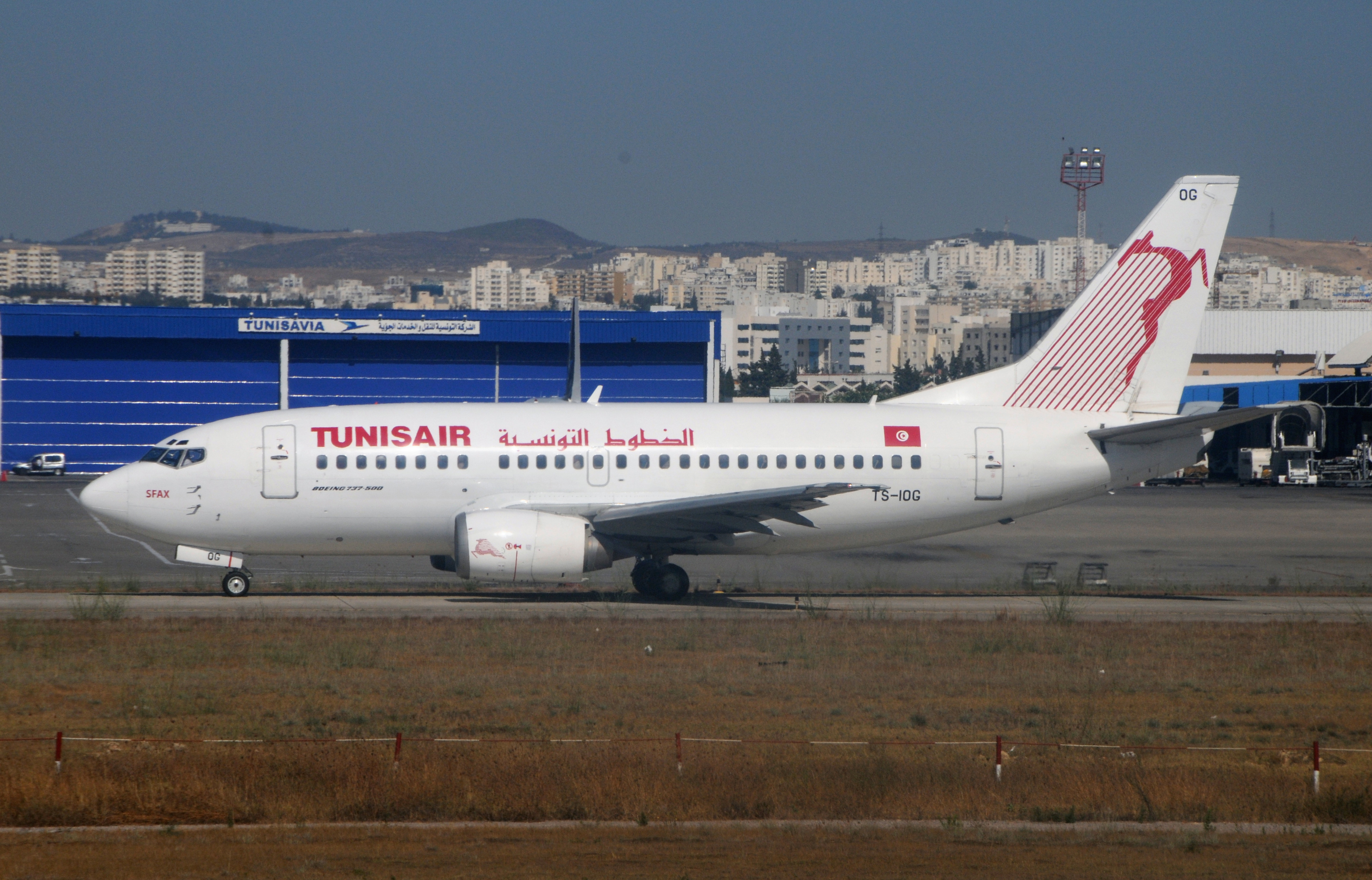
Taxiënde Tunisair Boeing 737 op Luchthaven Tunis-Carthage.

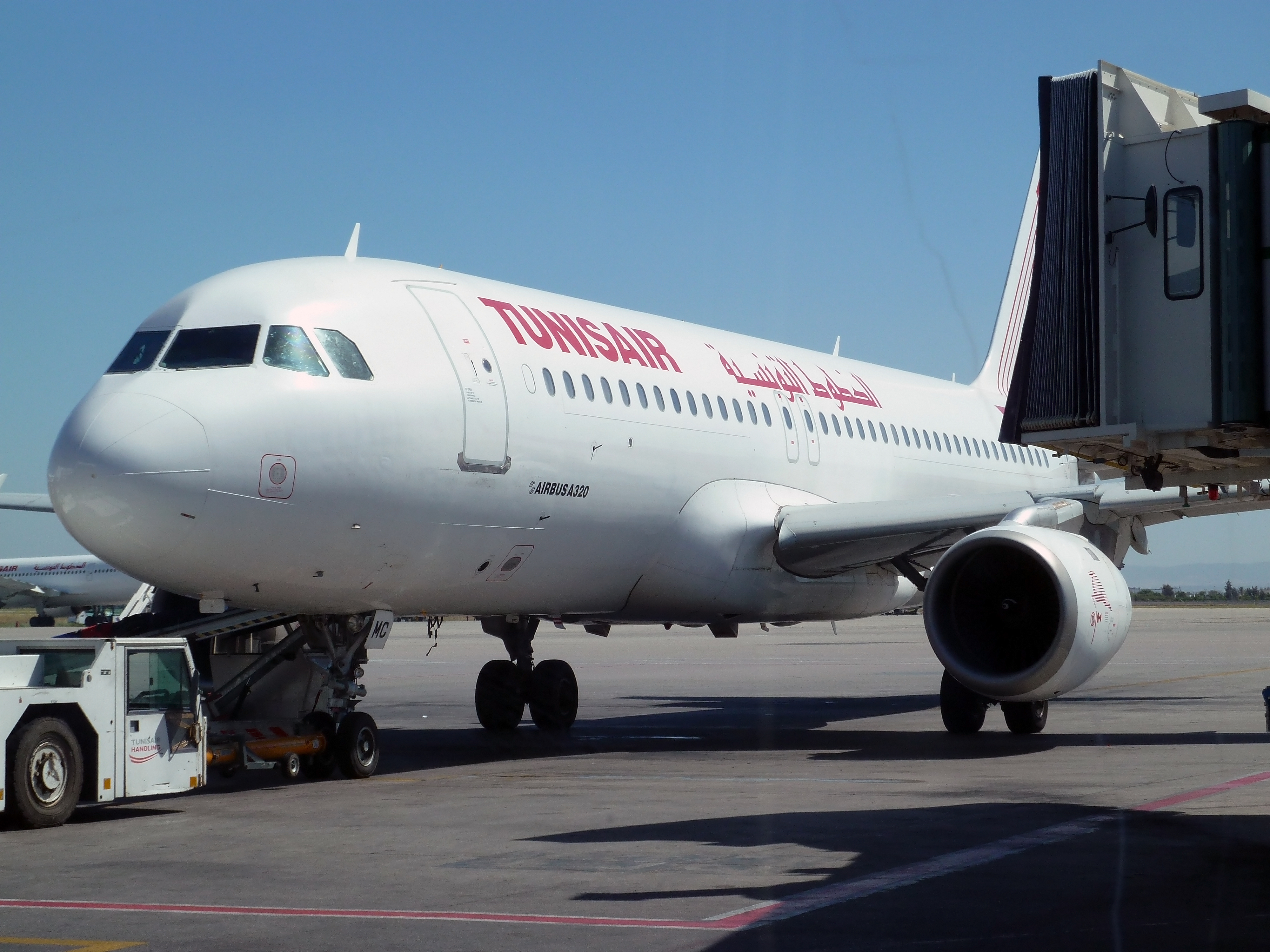
Een Tunisair Airbus A320 verlaat zijn gate op Luchthaven Tunis-Carthage.

| Luchtvaartmaatschappijen                  | Bestemmingen |
| ----------------------------------------- | --- |
| Afriqiyah Airways                         | Benghazi, Misrata, Sebha, Tripoli |
| Aigle Azur                                | Parijs-Charles de Gaulle |
| Air Algérie                               | Algiers, Oran |
| Air France                                | Lyon, Marseille, Parijs-Charles de Gaulle, Toulouse Seizoensgebonden: Nice |
| Alitalia                                  | Rome-Fiumicino |
| British Airways                           | Londen-Gatwick |
| EgyptAir                                  | Caïro |
| Emirates                                  | Dubai |
| Ghadames Air Transport                    | Tripoli |
| Libyan Airlines                           | Bayda, Benghazi, Misrata, Sebha, Tripoli |
| Lufthansa                                 | Frankfurt Seizoensgebonden: München |
| Nouvelair                                 | Parijs-Charles de Gaulle |
| Qatar Airways                             | Doha |
| Royal Air Maroc                           | Casablanca |
| Royal Jordanian                           | Amman |
| Saudia                                    | Djedda |
| Syphax Airlines                           | Parijs-Charles de Gaulle, Wrocław |
| transavia France                          | Lyon, Parijs-Orly |
| Tunisair                                  | Abidjan, Algiers, Bayda, Amsterdam, Athene, Bamako, Barcelona, Beiroet, Belgrado, Benghazi, Berlijn-Schönefeld, Bilbao, Bologna, Bordeaux, Brussel, Caïro, Casablanca, Dakar, Dubai, Düsseldorf, Frankfurt, Genève, Hamburg, Istanboel-Atatürk, Djedda, Koeweit, Lille, Lissabon, Londen-Heathrow, Lyon, Madrid, Manchester, Marseille, Milaan-Malpensa, Misrata, Moskou-Domodedovo, München, Nantes, Nice, Nouakchott, Oran, Ouagadougou, Parijs-Orly, Rome-Fiumicino, Sebha, Straatsburg, Toulouse, Tripoli, Venetië-Marco Polo, Wenen, Zürich |
| Tunisair uitgevoerd door Tunisair Express | Djerba, Malta, Monastir, Napels, Palermo, Sarajevo, Sfax, Tabarka, Tozeur |
| Turkish Airlines                          | Istanboel-Atatürk |

## Ongevallen en incidenten
Op 7 mei 2002 stortte een Boeing 737 van EgyptAir vanuit Caïro neer op 6 km van Luchthaven Tunis–Carthage. 14 van de 62 passagiers aan boord kwamen om.